# یواس‌اس رید (دی‌دی-۲۱)
یواس‌اس رید (دی‌دی-۲۱) (به انگلیسی: USS Reid (DD-21)) یک کشتی بود که طول آن ۲۹۳ فوت ۱۰ اینچ (۸۹٫۵۶ متر) بود. این کشتی در سال ۱۹۰۹ ساخته شد.